# 约纳斯·特恩
约纳斯·特恩（瑞典語：Jonas Thern，1967年3月20日—），瑞典男子足球运动员，场上位置是中场。他曾代表瑞典国家队参加1990年和1994年国际足联世界杯，其中1994年世界杯获得季军。